# 简悦威
简悦威（1936年6月11日—），香港出生的港籍美國人医学家、血液学家，首位中國科學院外籍院士。现任美国加州大学旧金山分校荣休教授，曾担任美国血液学会主席。
简悦威是提出「限制性内切酶片断多态性跟踪人类基因变异」的第一人。

## 生平
简悦威出生香港世家。1951年畢業於香港華仁書院中五年級，1958年毕业于香港大学醫學院（內外全科醫學士）。
1976年，成为美国霍华德·休斯医学研究所研究员。1980年，获香港大学理学博士。

## 家族
父亲简东浦是香港东亚银行创始人。兄弟中简悦强爵士为香港政治家、银行家。

## 奖项和荣誉
- 当选美国科学院院士
- 1981年：当选英国皇家学会院士
- 1988年：当选中央研究院院士
- 1991年：拉斯克临床医学研究奖
- 1996年：当选中国科学院外籍院士
- 2004年：邵逸夫奖生命科学领域